# ۱٬۲-دیازپین
۱،۲-دیازپین (به انگلیسی: 1,2-Diazepine) با فرمول شیمیایی C۵H۶N۲ یک ترکیب شیمیایی با شناسه پاب‌کم ۱۶۶۷۳۴ است. که جرم مولی آن ۹۴٫۱۱۴۵۴ g/mol می‌باشد. 